# بوبكر جالو تيلي
'بوبكر جالو تيلي ديلوماسي وسياسي غينيا وساهم في تأسيس منظمة الاتحاد الإفريقي وكان أول امين غام لمنظمة الوحدة الإفريقية بين عم 1964 و 1972 . بعد توليه لمنصب وزير العدل لمدة أربعة سنوات، اعدم جوعاً بواسطة الدكتاتور احمد سيكو توريه في مدينة كامب بيرو عام 1977 .

## حياته
ولد ديالو تيلي في عام 1925 في بوري داكا في غينيا. وكان من أصل فولاني. درس في مدرسة المعلمين العليا وليام بونتي. درس البكلاوريوس في داكار السنغال، وبعد ذلك ذهب إلى المدرسة الوطنية «دي لا كوت فرنسا لما وراء البحار»، وفي عام 1954 حصل على الدكتوراه في القانون. في ذلك العام تم تعيينه نائبا من المدعي (النائب العام) للجمهورية لدى محكمة تييس في السنغال. ثم تم تعيينه في المحكمة في كوتونو، بنين (داهومي ثم). في عام 1955، أصبح رئيسا لمكتب المفوض السامي لإفريقيا الغربية الفرنسية (AOF) في داكار، الذي كان أعلى منصب تولاه شخص إفريقي في الفترة الاستعمارية الفرنسية. أصبح الأمين العام للAOF في نيسان عام 1957، وبقي في هذا المنصب لمدة ثمانية عشر شهرا.

## حياته الدبلوماسية
عندما تم تأسيس منظمة الوحدة الأفريقية في أديس أبابا، تم تعيين تيلي الأمين العام الأول، وتقلد هذا المنصب لفترتين متتالتين من يوليو 1964 حتى يونيو 1972. وكانت مهمة صعبة للغاية بالنسبة له، كما أعرب عن ذلك حيث قال كنت «اشارك في التفاوض وفي تقريب وجهات النظر المختلفة والمتباعدة بين قادة العديد من الدول الأفريقية، وكان لكل واحد منهم آراء متباينة جداً». وفي مقال نشر في خريف عام 1965، اعترف تيلي بالصعوبات والخلافات التي تواجهه ولكنه أكد أن المنظمة لديها بنية مرنة بما فيه الكفاية للتعامل مع هذه المشاكل، وقال ماذا كان سيحدث لو لم تكن هنالك منظمة للوحدة الإفريقية؟
في بعض الأحيان تعرض بوبكر تيلي لانتقادات نسبة لصراحته الشديدة ووضوحه البين. كان قوياً جدا أي قوي العقل والحجة والمنطق.

## وزيراً للعدل
خلف بوبكر جالو تيلي نزو إكانجانكي الكاميروني في منصب الأمين العام لمنظمة الوحدة الأفريقية. عاد بوبكر تيلي ل غينيا وعين وزيراً للعدل في 21 آب "أغسطس" عام 1972. قراره بالعودة إلى غينيا حير الكثيرين.حيث كان لديه العديد من العروض لتولي مناصب مرموقة من رؤساء دول إفريقية ومن منظمات حكومية ودولية هذا من جانب. ومن جانب آخر كانت هذه العودة خطرأً على حياته أيضا. حتى ان بعض الناس في غينيا اعتقدوا أن سيكوتوري "رئيس غينيا" قد استخدم وسائل جذب غامضة لحثه على العودة. وفقا ل اندريه لوين، كاتب سيرة توريه حيث قال " كان بوبكر جالو تيلي الشخص الوحيد الذي يمكن أن يتحدي توريه في رئاسته. لذا شعر توريه بحاجة ماسة لتدمير بوبكر جالو تيلي.
قال وزير العدل بوبكر جالو تيلي، في مؤتمر في جامعة كوناكري، «قال إن العدالة هي المفتاح الاوحد الذي يفتح كل الأبواب»، وحث الطلاب لمواصلة دراسة القانون. وبعد المصالحة بين فرنسا وغينيا في يوليو 1975، اقترح سيكوتوري، في وجبة الاحتفال بهذه المناسبة، أن بوبكر جالو تيلي يمكن أن تكون مرشحا مناسبا ل يكون الأمين العام للأمم المتحدة

## وفاته
في 18 تموز 1976، اعتقل جالو تيلي في منزله وسجن في معسكر بويرو. [ 1 ] كان مامادي كيتا، الاخ غير الشقيق للرئيس، رئيس لجنة التحقيق التي أدانت تيلي. اتهم [ 15 ] تيلي بقيادة مؤامرة من الفولاني ضد دولة غينيا. [ 16 ] وقد تعرض ل استجوابات مكثفة وللتعذيب واتباع نظام غذائي غير كافي. [ 17 ] بعد الدورة الثانية للتعذيب، تحطمت معنزياته تيلي وافق على التوقيع على «اعترافات» من خيانته [ 18 ] وكان هذا وثيقة غير متماسكة حتى بعد التحرير من قبل المحكمة [ 19 ] وفي فبراير 1977 تم قتل خمسة سجناء بارزين من خلال «نظام غذائي ناقص» (بدون طعام أو ماء): . ديالو تيلي، والوزراء السابقين باري ألفا عمر وأليون درامي، وضباط الجيش ديالو Alhassana وكوياتي امين. [ 20 ] [ 21 ]
لم تكن ردة فعل منظمة الوحدة الأفريقية إلى وفاة الأمين العام السابق لها مناسبة ولا قوية. [ 22 ] [ 23 ] ومع ذلك، فإن اختفاء تيلي، وهو دبلوماسي يحظى باحترام واسع الدولية المعروفة لكرامته وطبيعة جيدة، لم تسهم في الوعي الدولي المتزايد لل انتهاكات النظام توريه

## روابط خارجية
- بوبكر جالو تيلي على موقع مونزينجر (الألمانية)